# Proteína L10 de la unidad ribosómica 60S
La proteína L10 de la unidad ribosómica 60S es una proteína que en los humanos está codificado por el gen RPL10.

## Función
Los ribosomas, organelos que catalizan la síntesis de proteína, constan de una pequeña subunidad 40S y una subunidad grande 60S. Juntas estas subunidades están compuestas de 4 especies de ARN y aproximadamente 80 proteínas estructuralmente distintas. Este gen codifica una proteína ribosómica que forma parte de la subunidad 60S. La proteína pertenece a la familia L10E de proteínas ribosómicas. Está localizada en el citoplasma. En estudios in vitro han mostrado que la proteína L10 de pollo puede enlazar a la c-Jun y puede reprimir la activación mediada por transcripción de c-Jun, pero estas actividades no han sido demostradas in vivo. Este gen era inicialmente identificado como candidato como un gen supresor tumoral de Wilms, pero los estudios más tardíos determinaron que este gen no está implicado en la supresión del tumor de Wilms. Este gen ha sido referido como un 'receptor homólogo de laminina' porque un transcrito quimérico consistente de una secuencia de este gen y una secuencia del gen del receptor de laminina fue aislado; aun así, no se cree que este gen codifique un receptor de laminina. Existen variantes de transcrito que utilizan señales alternativas de polyA . La variante con el más largo 3' UTR se sobrepone al gen deoxiribonucleasa I-parecido 1 en la hebra opuesta. Este gen es co-transcrito con el gen del pequeño nucleolar ARN U70, el cual está localizado en su quinto intron. Como es típico para los genes que codifican proteínas ribosómicas,  hay múltiples pseudogenes procesados de este gen dispersados a través del genoma.

## Interacciones
RPL10 ha mostrado interacciones con YES1.